# Обыкновенная рыба-прилипало
Обыкновенная рыба-прилипало, или акулья ремора, или обыкновенная ремора, или прилипала-ремора (лат. Remora remora) — вид лучепёрых рыб из семейства прилипаловых. Один из двух видов прилипаловых (наряду с обыкновенным прилипалом), встречающихся в водах России.

## Описание
Максимальный зарегистрированный размер 86 см, масса — 1,1 кг. Обычно намного меньше: 30—40 см. Окраска тёмно-коричнево-серая.
Тело спереди уплощённое горизонтально, сзади — вертикально. Нижняя челюсть сильно выдаётся вперёд, рот довольно большой, зубы мелкие и тонкие. Глаза маленькие. В присоске 17—19 пластин. Боковая линия проходит высокой дугой над грудным плавником. Хвостовой плавник с небольшой выемкой. Грудные плавники закруглены

## Распространение
Широко распространена в тёплых тропических и субтропических водах Мирового океана. Встречается примерно между 60° с. ш. и 36° ю. ш.. В Восточной Атлантике (самый частый представитель семейства), к северу до Шотландии; Средиземное море. В воды Приморского края изредка заплывает летом.

## Образ жизни
Эта рыба прикрепляется своей присоской к крупным морским животным, таким как акулы, костистые рыбы, черепахи, и совершает длительные миграции, часто на большие расстояния. Питаются мелкими ракообразными паразитами с кожи своих хозяев, а также планктонными животными. Также охотится на мелких рыб и пелагических беспозвоночных.
Нерест происходит в Центральной Атлантике ранним летом, в Средиземном море — поздним летом и осенью. Икринки и молодь пелагические. Молодь плавает свободно. При длине 3—8 см прикрепляется к животным-хозяевам.

## Акулья ремора и человек
Мясо съедобно, но промыслового значения не имеют.